# Haematonectria
Haematonectria — рід грибів родини Nectriaceae. Назва вперше опублікована 1999 року.
Haematonectria haematococca — паразит гороху.